# Huevo hilado

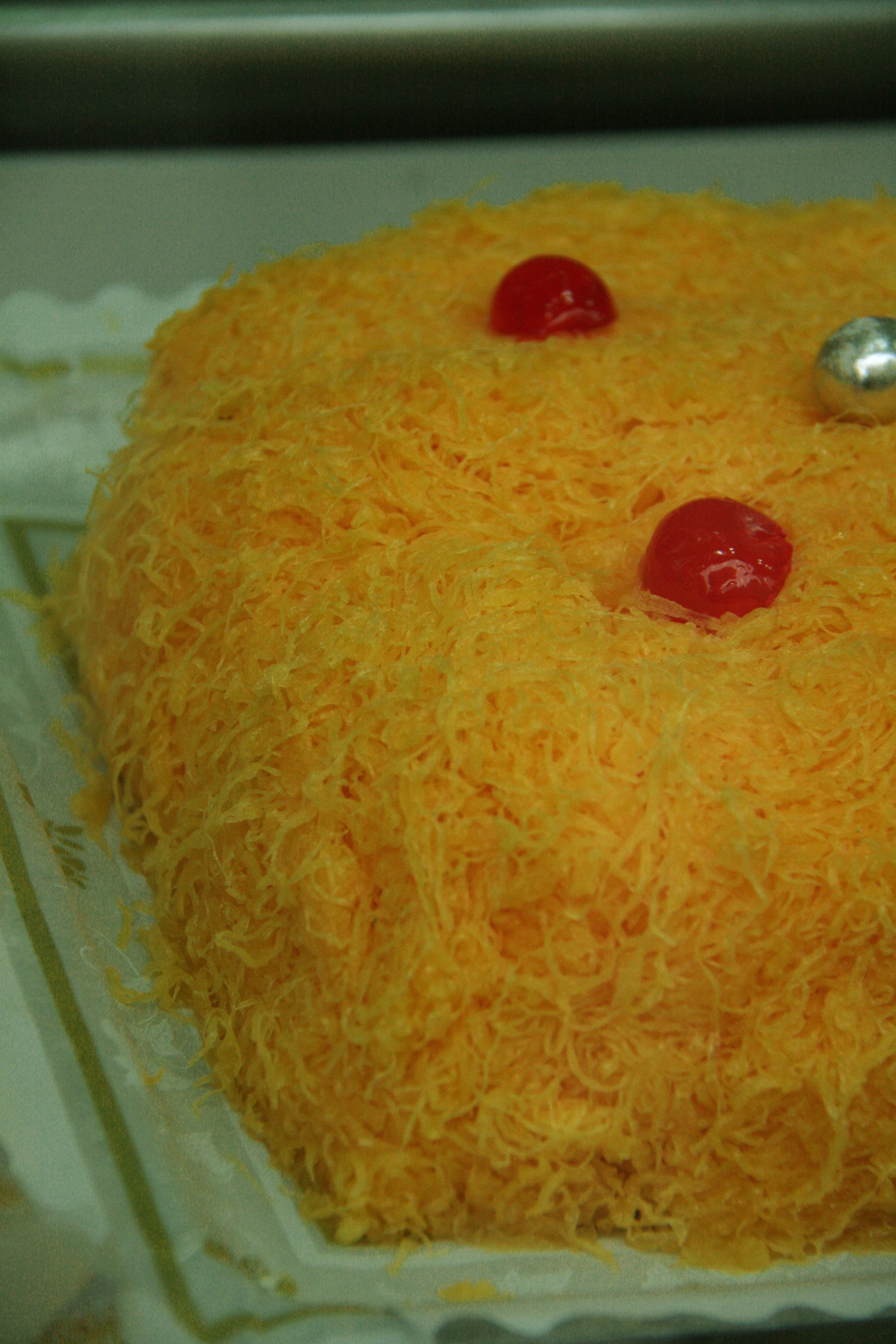
Huevo hilado presentado en una pastelería.

El huevo hilado (denominado también pelo de caballo) es un alimento decorativo en forma de finos hilos de color amarillo-anaranjados elaborado principalmente con yema de huevo y azúcar. La textura y su color le convierten en un elemento apropiado para decorar espolvoreado los platos y bandejas de comida en los bufés festivos, por regla general de carnes o embutidos, bandejas de marisco, pescados (generalmente salmón), canapés, etc. Su elaboración es ligeramente complicada, sin embargo se comercializa "al peso" en tiendas de repostería. El efecto que hace sobre los platos es doble, por un lado aporta color y por otro contrasta su ligero sabor dulce con el salado de los otros platos.

## Características
Para la preparación del 'huevo hilado' se elabora un almíbar con agua y azúcar y se pone a calentar, cuando alcanza la temperatura de 100 °C (agua hirviendo) se vierten las yemas de huevo batidas con un colador especial para huevo hilado (basta con un colador simple con un 'paso mediano'), se deja enfriar. La operación de vertido de las yemas hace que el huevo cuaje en forma de hilos dentro del almíbar. Se ponen inmediatamente tras esta operación en agua fría y se retiran con una pinza de araña para que se sequen. La proporción de huevos con respecto del azúcar varía de receta a receta, pero oscila para 14 yemas de huevo entre medio y un kilo de azúcar. La proporción de agua y azúcar para elaborar el almíbar es de 1:4 (un cuarto de litro por cada kilo de azúcar). Suele comercializarse en pastelerías, y es frecuente en la época navideña con la idea de decorar los entremeses.